# Бранденберг (Кентаки)
Бранденберг (енгл. Brandenburg) град је у америчкој савезној држави Кентаки.

## Демографија
По попису из 2010. године број становника је 2.643, што је 594 (29,0%) становника више него 2000. године.
| Група             | 2000.         | 2010.         |
| Белци             | 1.915 (93,5%) | 2.412 (91,3%) |
| Афроамериканци    | 80 (3,9%)     | 67 (2,5%)     |
| Азијати           | 0 (0,0%)      | 18 (0,7%)     |
| Хиспаноамериканци | 17 (0,8%)     | 79 (3,0%)     |
| Укупно            | 2.049         | 2.643         |